# Міст (фільм, 1969)
Міст  (серб. Мост, хорв. Most) — югославський військовий фільм 1969 року режисера Хайрудіна Крваваца.

## Сюжет
1944 рік, Боснія та Герцеговина. Партизани готують наступ. Майор Тигр, відомий диверсант, отримав наказ знищити стратегічно важливий міст, по якому за 7 днів на допомогу німецьким військам підійде танкова дивізія, і тоді партизани будуть розгромлені.
Але міст добре охороняється, підходи до нього заміновані та оснащені сигналізацією. Крім того, для його підриву потрібна велика кількість вибухівки. Проконтролювати стан оборони моста прибуває доктор Гофман, полковник СС.
Група Тигра, куди увійшли Тихий, Джузеппе Заватоні (колишній італійський військовий, що перейшов на сторону партизанів) та його друг Бамбіно, вирішили знайти інженера, який проектував міст. Лише він знає єдине слабке місце моста, де його можна підірвати за допомогою невеликої кількості вибухівки. За допомогою Шверцера партизани знаходять будинок інженера, але того вже захопило гестапо. Партизани відбивають інженера, але коли той дізнається, що вони хочуть підірвати його міст, відмовляється йти з ними.
Партизани сподіваються перебратись через болото за допомогою підпільника Петара. Але у його будинку знаходять Єлену, яка представляється сестрою Петара та каже, що того схопило гестапо. Вона погоджується провести партизанів через болото. Тим часом німці виходять на слід групи. Інженер намагається втекти. Під час перестрілки Бамбіно гине. Зрештою німці захопили групу Тигра у полон. Але оберштурмфюрер Каутц, знищивщи розстрільну команду, представляється як підпільник Сова. З його допомогою партизани дістались до конспіративного будинку поблизу мосту, звідки вийшли на зв'язок зі штабом. Командування повідомило, що вибухівка захована у монастирі неподалік мосту. Сподіваючись на успіх групи Тигра, командування партизанів відкликало інші групи та почало підготовку до наступу.
Але вранці Тигр побачив, що радист убитий, рація знищена, а в монастирі їх чекала засідка. Партизани сховались у печері. Ясно, що зрадник - один із них. Підозра падає на Єлену. Сова пропонує роздобути вибухівку. Він приходить до Гофмана і розказує про розташування партизанів. Гофман пояснює, що така складна комбінація була потрібна для того, щоб командування партизанів, дочекавшись сеансу радіозв'язку, повірило в успіх групи Тигра та відкликало інші групи, про які СС, на відміну від групи Тигра, нічого не було відомо.
Але партизанам вдалось уникнути німецької облави та захопити Гофмана та Сову. Інженер таки вказав єдине слабке місце моста, і Заватоні заклав туди вибухівку. Але німцям вдалось підняти тривогу. У бою гине Шверцер. Заватоні заклав вибухівку, але його також убито. Інженеру не залишається іншого виходу, як підірвати міст разом із собою.
По різні боки зруйнованого мосту Тигр та полковник Фон Фельзен промовляють одну й ту ж фразу: "Шкода, це був красивий міст..."

## В ролях
- Велімір Бата Живоїнович — Майор Тигр
- Слободан Перович — Інженер
- Борис Дворнік — Джузеппе Заватоні
- Боро Бегович — Тихий
- Йован Янічієвич — Шверцер
- Сібіна Міятовіч — Єлена
- Ігор Гало — Бамбіно
- Реля Башич — Сова
- Ганьо Гассе — доктор Гофман
- Вільгельм Кох-Хоге — полковник Марк фон Фельзен